# Sekule
Sekule (Hongaars: Székelyfalva) is een Slowaakse gemeente in de regio Trnava, en maakt deel uit van het district Senica.
Sekule telt 1.736 inwoners.

## Geschiedenis
De eerste vermelding van de plaats is in het jaar 1402 als (Székely)Boldogazzonfalva, het behoorde toen tot het bezit van de heren van de burcht Éleskő (Slowaaks; Ostrý Kameň Duits: Scharfenstein). Het gebied werd vanaf de 10e tot en met de 11e eeuw bewoond door Szeklers die hier woonden als grensbewakers. Vanuit die tijd stamt de naam Szekula (tot 1822) en daarna Székelyfalva (Duits: Sekeln). In de tijd dat Hongarije in drieën werd gedeeld door de Ottomaanse bezetting (vanaf 1526) kwamen er veel Kroatische bewoners naar het gebied.
Tot de landheren behoorden de adellijke families Czobor, Jeszenák, Batthyány en Zichy.
In 1910 was het overgrote deel van de bevolking van Slowaakse etniciteit, in 1918 verloor Hongarije de plaats en de regio aan het dan nieuw gevormde land Tsjechoslowakije.
Tijdens de laatste 50 jaar onder Hongaars bestuur was Sekule onderdeel van het Comitaat Pozsony (Slowaaks: Bratislava), tegenwoordig behoort de plaats tot de regio Trnava (Hongaars: Nagyszombat).